# Selenops jocquei
Selenops jocquei är en spindelart som beskrevs av José Antonio Corronca 2005. Selenops jocquei ingår i släktet Selenops och familjen Selenopidae.
Artens utbredningsområde är Elfenbenskusten. Inga underarter finns listade i Catalogue of Life.